# Pajaudina atlantica
Pajaudina atlantica är en armfotingsart som beskrevs av Kathleen S. Logan 1988. Pajaudina atlantica ingår i släktet Pajaudina, och familjen Thecideidae. Inga underarter finns listade.